# Campionatul Mondial de Atletism din 2022 - 35 km marș (feminin)
Proba feminină de 35 de km marș de la Campionatul Mondial de Atletism din 2022 a avut loc la data de 22 iulie 2022 pe Hayward Field din Eugene, SUA.

## Timpul de calificare
Timpul standard pentru calificare automată în finală a fost 2:54:00 sau 4:25:00 pentru 50 de kilometri.

## Program
Ora este ora SUA (UTC-7) 
| Data                  | Oră   | Etapă  |
| --------------------- | ----- | ------ |
| Vineri, 22 iulie 2022 | 06:15 | Finala |

## Rezultate
Au participat 41 de sportive.
| Loc | Nume                     | Țară                       | Timp    | Note        |
| --- | ------------------------ | -------------------------- | ------- | ----------- |
| 1   | Kimberly García          | Peru                       | 2:39:16 | RN, RCo, RC |
| 2   | Katarzyna Zdziebło       | Polonia                    | 2:40:03 | PB          |
| 3   | Qieyang Shijie           | China                      | 2:40:37 | RN, RC      |
| 4   | Antigoni Drisbioti       | Grecia                     | 1:28:17 | RN          |
| 5   | Raquel González          | Spania                     | 2:42:27 | PB          |
| 6   | Laura García-Caro        | Spania                     | 2:42:45 | PB          |
| 7   | Li Maocuo                | China                      | 2:44:28 | PB          |
| 8   | Viviane Lyra             | Brazilia                   | 2:45:02 | RN          |
| 9   | Serena Sonoda            | Japonia                    | 2:45:09 | PB          |
| 10  | Yin Lamei                | China                      | 2:46:02 | PB          |
| 11  | Olga Niedziałek          | Polonia                    | 2:49:43 | PB          |
| 12  | Magaly Bonilla           | Ecuador                    | 2:50:39 |             |
| 13  | Inês Henriques           | Portugalia                 | 2:51:12 | SB          |
| 14  | Nadia González           | Mexic                      | 2:52:06 | RN          |
| 15  | Mirna Ortíz              | Guatemala                  | 2:54:00 |             |
| 16  | Paola Pérez              | Ecuador                    | 2:54:15 |             |
| 17  | Galina Yakusheva         | Kazahstan                  | 2:54:50 | PB          |
| 18  | Evelyn Inga              | Peru                       | 2:56:04 |             |
| 19  | Vitória Oliveira         | Portugalia                 | 2:57:37 |             |
| 20  | Elisa Neuvonen           | Finlanda                   | 2:57:42 | RN          |
| 21  | Alejandra Ortega         | Mexic                      | 2:58:46 |             |
| 22  | Maria Michta-Coffey      | Statele Unite ale Americii | 2:58:51 | PB          |
| 23  | Hana Burzalová           | Slovacia                   | 2:59:32 |             |
| 24  | Stephanie Casey          | Statele Unite ale Americii | 3:00:54 | PB          |
| 25  | Yasury Palacios          | Guatemala                  | 3:01:16 |             |
| 26  | Ana Veronica Rodean      | România                    | 3:01:29 | SB          |
| 27  | Efstathia Kourkoutsaki   | Grecia                     | 3:02:27 | PB          |
| 28  | Aura Morales             | Mexic                      | 3:04:50 |             |
| 29  | Miranda Melville         | Statele Unite ale Americii | 3:05:31 |             |
| 30  | Elianay Pereira          | Brazilia                   | 3:05:39 | PB          |
| 31  | Mayara Luize Vicentainer | Brazilia                   | 3:06:10 |             |
| 32  | Ema Hačundová            | Slovacia                   | 3:07:02 | PB          |
| 33  | Jaaneth Mamani           | Bolivia                    | 3:07:16 | PB          |
| 34  | Kelly Ruddick            | Australia                  | 3:11:55 |             |
| 35  | Sandra Silva             | Portugalia                 | 3:17:23 | PB          |
|     | Tereza Ďurdiaková        | Cehia                      | NT      | NT          |
|     | Christina Papadopoulou   | Grecia                     | NT      | NT          |
|     | Mihaela Acatrinei        | România                    | NT      | NT          |
|     | Nadia Borovska           | Ucraina                    | NT      | NT          |
|     | Tiia Kuikka              | Finlanda                   | DS      | DS          |
|     | Polina Repina            | Kazahstan                  | DS      | DS          |